# Tiefencastel
Tiefencastel (toponimo tedesco; in romancio Casti, in italiano Imocastello o Castino desueti) è una frazione di 247 abitanti del comune svizzero di Albula, nella regione Albula (Canton Grigioni).

## Geografia fisica
Tiefencastel è situato nella valle dell'Albula, presso la confluenza del Giulia. Dista 29 km da Coira, 34 km da Davos, 49 km da Sankt Moritz e 102 km da Bellinzona. Il punto più elevato del territorio è a quota 3098 m s.l.m. sul Piz Mitgel, al confine con Savognin e Filisur.

## Storia
Tiefencastel è stato menzionato per la prima volta nell'831 con il nome di Castello Impitinis; dal XIV secolo era indicato come Tüffenkasten.
Già comune autonomo che si estendeva per 14,85 km², il 1º gennaio 2015 è stato accorpato agli altri comuni soppressi di Alvaneu, Alvaschein, Brinzauls, Mon, Stierva e Surava per formare il nuovo comune di Albula, del quale Tiefencastel è il capoluogo.

### Simboli
Lo stemma è in argento (bianco) con uno scaglione blu, due torri rosse con un portale nel mezzo dello stesso colore. Lo scaglione sta a significare la confluenza tra il Giulia (a sinistra) e l'Albula (a destra). La parte inferiore mostra il castello medioevale. I colori appartengono ai signori di Vaz.

## Monumenti e luoghi d'interesse

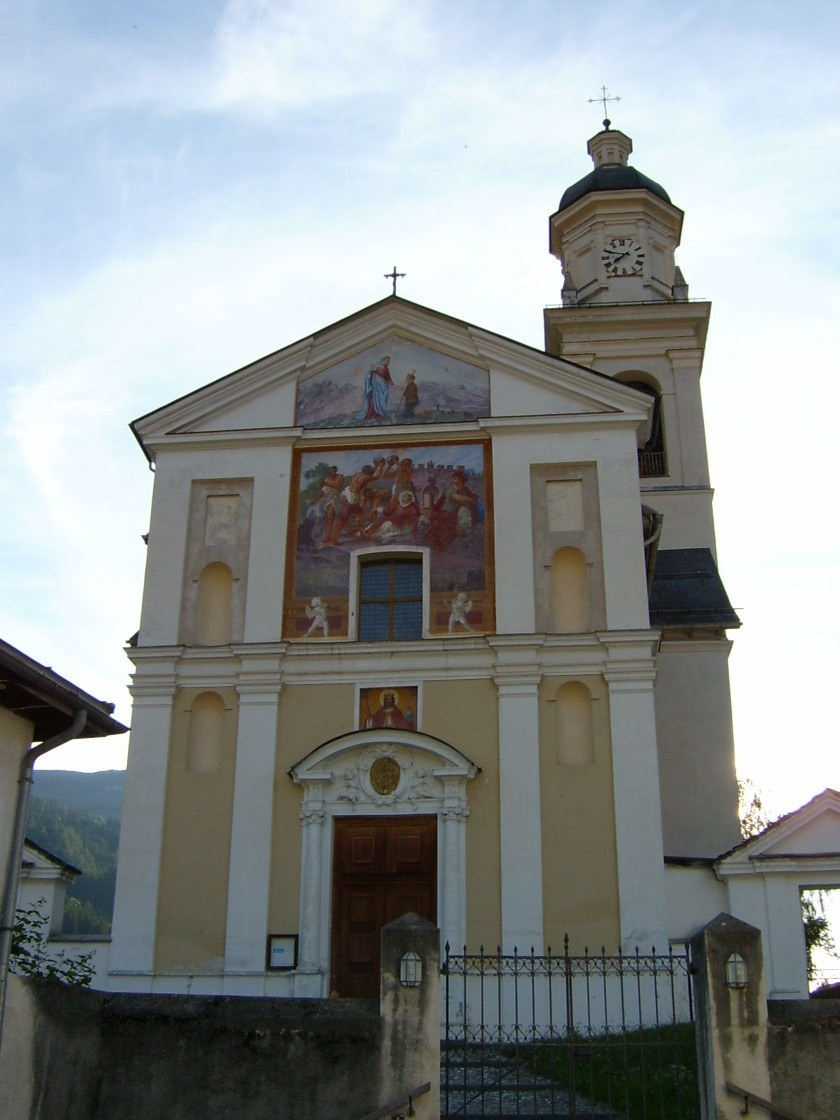
La chiesa di Santo Stefano.

- Chiesa cattolica di Santo Stefano, attestata dal 1343 e ricostruita nel 1650[1].

## Società

### Evoluzione demografica
L'evoluzione demografica è riportata nella seguente tabella:
Abitanti censiti

### Lingue e dialetti
Il paese ha visto una progressiva regressione del romancio.

## Infrastrutture e trasporti

### Strade
Tiefencastel è posta all'incrocio fra le strade principali 3 e 417, percorse dalla strada nazionale 29.
L'uscita autostradale più vicina, a 12 km, è quella di Thusis sud, sulla A13/E43.

### Ferrovie

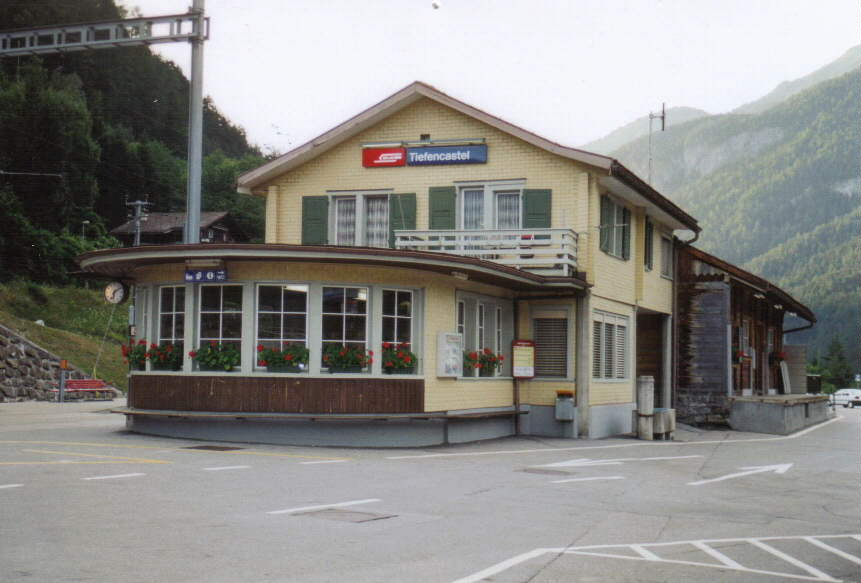
La stazione di Tiefencastel

La località è servita dalla stazione di Tiefencastel sulla ferrovia dell'Albula.

## Amministrazione
Ogni famiglia originaria del luogo fa parte del comune patriziale che ha la responsabilità della manutenzione di ogni bene comune.